# Ordem Terceira de São Francisco de Paula

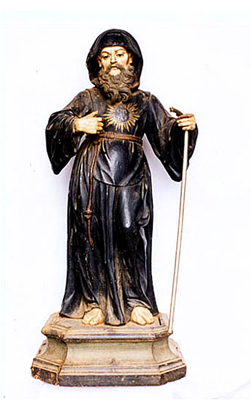
Imagem original de São Francisco de Paula, perdida no incêndio da Matriz

A Ordem Terceira de São Francisco de Paula foi uma associação pública de fiéis católicos, criada no século XVIII, e estabelecida na Igreja Matriz de Pirenópolis, na Freguesia de Nossa Senhora do Rosário de Meya Ponte, logo no início do povoamento de Pirenópolis. Foi a responsável pela construção de um dos altares colaterais da Igreja Matriz, perdido no incêndio de 2002, e se fazia nas celebrações da Igreja Matriz.
Em 1731, foi criado próximo a atual praça do Coreto, uma missão dos Esmolares da Terra Santa, fundada em Meia Ponte pelo Fr. João de Jesus e Maria, auxiliado por Fr. Domingos de Santiago, que sob sua liderança, edificaram o Hospício da Terra Santa, uma rede de hospedarias para religiosos franciscanos que percorriam vilas e cidades arrecadando esmolas para a conservação dos Terra Santa, na Palestina. Tal rede também neste período foi edificada nas cidades de: Salvador, Recife, Rio de Janeiro, Ouro Preto, Sabará, São João Del Rei, Diamantina, Cidade de Goiás, Itu e São Paulo. O convento de Pirenópolis era dedicado a Nossa Senhora da Conceição. Com a mudança dos Esmolares da Terra Santa para Traíras, a ordem terceira passou a administrar o Hospício e Capela até sua transferência para o estado, que o transformou em instituição de ensino e posteriormente o demoliu no século XIX.